# Мария Медичи
Мари́я Ме́дичи (итал. Maria dei Medici, фр. Marie de Médicis; 26 апреля 1575, Флоренция — 3 июля 1642, Кёльн) — итальянская (тосканская) аристократка из герцогского дома Медичи, королева Франции, вторая супруга и консорт (с 1600; коронована в 1610) Генриха IV Бурбона. Овдовев в 1610 году, стала регентшей Франции при своём сыне Людовике XIII до его совершеннолетия 28 сентября 1614 года. 2 октября 1614 года возглавила Королевский совет, которым руководила до 1617 года, когда Людовик XIII сосредоточил власть в своих руках.

## Биография
Мария Медичи родилась 26 апреля 1575 года во Флоренции. Она была шестым ребёнком (и шестой дочерью) в семье великого герцога Тосканы Франческо I и его жены Иоанны Австрийской, эрцгерцогини Австрии (дочери Фердинанда I и Анны Ягеллонки). Когда Марии исполнилось два года, её мать скончалась в родах, и отец женился на своей любовнице Бьянке Каппелло, ставшей великой герцогиней. Две выжившие дочери герцога — Мария и Элеонора — воспитывались в Палаццо Питти наряду с сыном Изабеллы Медичи, сестры герцога. Мария изучала науку, математику, философию, астрономию и искусство.
Единственными друзьями Марии в детстве были её сёстры Анна и Элеонора, а также брат Филиппо. Анна и Филиппо скончались в молодом возрасте, отчего у Марии осталась единственная сестра Элеонора, впоследствии вышедшая замуж за герцога Мантуи Винченцо I Гонзага. После свадьбы Элеоноры в 1584 году, другом детских игр Марии стал кузен Вирджинио Орсини. Мачеха Бьянка Каппелло привела во дворец в компаньонки Марии Дианору Дори, получившую имя Леонора. Эта девушка несколько старше Марии настолько смогла подружиться с Марией, что та не принимала решение, не посоветовавшись с Леонорой.
19 октября 1587 года герцог Франческо I и Бьянка Каппелло умерли один за другим в течение нескольких часов. Осиротевшая Мария стала самой богатой наследницей Европы. Трон Тосканы занял её дядя Фердинанд I, который женился на Кристине Лотарингской, внучке французской королевы Екатерины Медичи. Несмотря на желание Фердинанда I обзавестись наследником, он распорядился дать племянникам хорошее образование. Марии нравились научные дисциплины, особенно естественные науки, она увлекалась драгоценными камнями. При этом, глубоко набожная она не обладала широтой ума и суждений, зависела от мнения своего окружения. Мария имела знакомство с художниками Флоренции и брала уроки у Якопо Лигоцци. Также Мария обучалась музыке (играла на лютне и гитаре), танцам, участвовала в домашних театральных постановках.
Мария была высокой, привлекательной девушкой своего времени — с белоснежным лицом, небольшими глазами и каштановыми волосами. Богатство делало Марию привлекательной невестой, кем интересовался, к примеру, герцог Лотарингский Франсуа II, младший брат Кристины Лотарингской, тёти и опекунши юной Марии. Однако на горизонте замаячил предпочтительный кандидат — французский король Генрих IV.

### Королева Франции
В 1599 году французский король Генрих IV после аннулирования брака с бездетной Маргаритой де Валуа и смерти своей официальной фаворитки Габриэль д’Эстре, на которой он хотел жениться, вступил в переговоры с представителем Фердинанда I Медичи о возможном браке с его племянницей, Марией Медичи, которой к тому времени уже исполнилось двадцать четыре года. Дед Марии — Козимо Медичи — был троюродным братом королевы Франции Екатерины Медичи, бывшей тёщи Генриха IV.
Брак отвечал династическим и финансовым интересам Генриха, не имевшего официального потомства первого короля из династии Бурбонов: Мария Медичи приходилась внучкой императору Священной Римской империи Фердинанду I, а её семья была кредитором французского короля, обещая 600 000 золотых экю (часть которых списался в счёт долга) приданного. Из-за этого королева получила прозвище «Толстая банкирша» (фр. la grosse banquière) от её соперницы, любовницы короля Екатерины Генриетты де Бальзак д’Антраг Верней.
Брачный договор был подписан в марте 1600 года в Париже. Брак по доверенности состоялся 5 октября во флорентийском соборе Санта-Мария-дель-Фьоре; короля представлял Роже де Бельгард. 23 октября королева в сопровождении двух тысяч человек свиты выехала из Ливорно в Марсель, куда прибыла 3 ноября. Здесь её встретила Антуанетта Понсе, маркиза Гершевиль, будущая фрейлина королевы. Однако сам король, казалось, не сильно спешил на встречу, чем вызвал раздражение гордой Марии. 3 декабря 1600 года Мария Медичи достигла Лиона, где и встретилась с Генрихом 9 декабря. В тот же вечер после ужина состоялась их брачная ночь. 17 декабря приехал папский легат и провёл религиозную церемонию освящения брака в Лионском соборе.
Уже 27 сентября 1601 года королева родила дофина Людовика. Это был первый законный ребёнок, рождённый в королевской семье за 30 лет: последний раз салют давали в 1572 году при рождении единственной дочери короля Карла IX. За 9 лет брака королева родила 6 детей. Однако начавшийся удачно многодетный союз не был безоблачным. Мария Медичи испытывала ревность и гнев по поводу постоянных измен супруга, не оставившего своих привычек и позволявшего себе селить очередную фаворитку близ покоев жены, кроме того, постоянно заботившегося о своих незаконных детях, раздавая им земли и титулы. Также королева оставалась недовольна скудными финансовыми средствами, выделяемыми ей: принеся мужу огромное приданое, она считала себя вправе требовать соответствующей её положению пышности. Она требовала своей коронации, но Генрих IV по разным причинам, включая политические, откладывал этот шаг. Однако 13 мая 1610 года король оставляет поле боя Войны за клевское наследство, чтобы короновать Марию в базилике Сен-Дени. Это придавало бы королеве большую легитимность на случай регентства в отсутствие короля. На следующий день на улице Рю-де-ля-Ферронри католический фанатик Франсуа Равальяк убил короля Генриха IV, что сразу вызвало подозрения в заговоре с участием королевы.

### Регентша
Овдовевшая королева стала регентшей при 8-летнем сыне, короле Людовике XIII. Первоначально её власть ничто не связывало, чем она воспользовалась, чтобы воздать себе должное: она разработала строгий придворный этикет, заимствованный из Испании, окружила себя роскошью, покровительствовала искусствам, увлекалась коллекционированием.
Королева отступила от политики мужа, вела происпанскую и проитальянскую линию, заручившись поддержкой религиозной партии. Генрих IV планировал женить сына на Николь Лотарингской, наследнице герцогства Лотарингия, чтобы брачным соглашением раздвинуть границы Франции до Вогезы. Но Мария Медичи заключила католический союз с Испанией через двойной брак наследников двух королевских домов — Бурбонов и Габсбургов. Людовик XIII должен был жениться на испанской инфанте Анне Австрийской, а испанский наследник Филипп взять в жёны французскую принцессу Елизавету. 30 апреля 1611 года в Фонтенбло договор о браке вступил в силу.
Политика королевы вызывала беспокойство поданных. Гугенотов тревожило сближение королевы с Римской церковью и королём Испании Филиппом III, аристократы возмущались возвышением и обогащением фаворитов королевы — давней подруги Леоноры Дори (Галигай) и её супруга Кончино Кончини. Многие вельможи оставили двор. Заговорщики, возглавляемые принцем крови Конде, планировали устранение Кончини и его жены.
15 мая 1614 года по Сент-Менускому договору королева созвала Генеральные штаты в Париже. Однако принц Конде не сумел организовать оппозицию королеве, и она смогла сохранить союз с Испанией, обеспечить исполнение тезисов Тридентского собора. Налоговая реформа полетты и тальи не удалась. Несмотря на то, что духовенство выступило в роли арбитра между третьим сословием и дворянством, последние не смогли договориться. Когда представитель третьего сословия Анри де Мем (Henri de Mesmes) сказал, что все присутствующие, в сущности, дети одной матери — Франции, некий дворянин ответил, что не желает быть братом сыну сапожника. Такое противостояние привело к решению закрыть Генеральные штаты.
Регентство кончилось с официальным провозглашением совершеннолетия короля 2 октября 1614 года. Но Мария Медичи возглавила Королевский совет Франции, фактически сохранив власть.
21 ноября 1615 года Людовик XIII женился на Анне Австрийской.
Спустя год после роспуска Генеральных штатов принц Конде в результате интриг и угроз бунта сумел получить доступ в Королевский совет, добился выплаты ему суммы в полтора миллиона ливров и передачи ему в управление Гиени, согласно Лудёнскому мирному договору от 3 мая 1616 года. Однако всё возрастающие требования Конде вынудили Марию уже 1 сентября 1616 года отдать приказ об его аресте и заточении в Бастилию. Оппозицию возглавил Герцог де Невер. 25 ноября 1616 года будущий кардинал Ришельё был с подачи королевы назначен государственным секретарём по военным и иностранным делам.
Отношения Марии Медичи с сыном осложнялись. Официально совершеннолетний, женатый король был, фактически, отстранён от государственных дел, что вызывало его недовольство. Поддерживаемый своим фаворитом, герцогом де Люинем, король 24 апреля 1617 года дал согласие на убийство Кончино Кончини, что и было сделано.
Лишившись опоры на фаворита, Мария не смогла противостоять законным претензиям сына на самостоятельное правление. Свою мать он отослал в Блуа.
Вслед за королевой-матерью в ссылку был отправлен её советник и духовник, будущий кардинал Ришельё.

### Дальнейшая жизнь
В феврале 1619 года Мария бежала из Блуа в Ангулем, однако впоследствии помирилась с сыном и после смерти Люиня (1621) вернулась в Париж, где снова встала во главе государственного совета. В этот период она заказала Рубенсу галерею из 24 полотен для украшения своей резиденции, Люксембургского дворца, на которых должны быть запечатлены этапы её жизни.
Чтобы упрочить своё влияние, она помогла своему советнику Ришельё стать кардиналом и первым министром Франции, но вскоре обнаружила, что её протеже решил сделать ставку на Людовика и полностью перешёл на сторону её сына. Напрасно она приводила в движение все рычаги, чтобы удалить Ришельё от двора; в так называемый «день обманутых» (11 ноября 1630 года) она вынуждена была окончательно признать себя побеждённой и в июле 1631 года бежала в Брюссель.
Затем она переселилась в Англию, прибыла в Амстердам, где была торжественно принята, а потом в Кёльн, где и умерла в одиночестве в доме Рубенса в Цветочном переулке, 3 июля 1642 года.
Довольно часто в описаниях характера Марии Медичи упоминается её любовь к своему попугаю, которого она содержала до конца жизни. Перед смертью королева-мать завещала своего любимца кардиналу Ришельё.

## Брак и дети
С 17 декабря 1600 года жена Генриха IV. В браке родилось шесть детей:
- Людовик (1601—1643) — будущий король Франции Людовик XIII;
- Изабелла (1602—1644) — королева Испании и Португалии, супруга Филиппа IV;
- Кристина (1606—1663) — герцогиня Савойская, номинальная королева Кипра и Иерусалима;
- Николя Орлеанский (1607—1611) умер в детстве:
- Гастон Орлеанский (1608—1660) — герцог Орлеанский и Анжуйский, граф Шартрский и Блуа;
- Генриетта Мария (1609—1669) — жена Карла I, мать Карла II и Якова II.

## Память
- Париж обязан Марии Люксембургским дворцом, бульваром Cours la Reine, хорошими водопроводами и собранием аллегорических картин Рубенса в Лувре[13].
- Фонтан Медичи
- Галерея Медичи в Лувре
- Деталь женской одежды, введённый в моду Марией, назван в её честь (воротник медичи).

## Кинематограф
- 1938 — фильм «Вернёмся на Елисейские поля[фр.]» (Франция). В роли Марии — Жермена Дермо
- 1960 — фильм «Капитан» (Франция). В роли Марии — Лиз Деламар.
- 1977 — телесериал «Ришельё» (Франция) режиссёра Ж.-П. Декура. В роли Марии — Мария Уиммер.
- 2001 — фильм «Мушкетёры» (Франция, Великобритания). В роли Марии — Сиан Веббер.
- 2010 — фильм «Генрих Наваррский[фр.]» (Германия). В роли Марии — Габриэла Мария Шмайде.